# Viserny
Viserny ist eine französische Gemeinde mit 180 Einwohnern (Stand: 1. Januar 2022) im Département Côte-d’Or in der Region Bourgogne-Franche-Comté. Sie gehört zum Arrondissement Montbard und zum Kanton Montbard.
Nachbargemeinden sind Senailly im Nordwesten, Montigny-Montfort im Nordosten, Villaines-les-Prévôtes im Südosten und Athie im Westen.

## Bevölkerungsentwicklung
| Jahr                       | 1962 | 1968 | 1975 | 1982 | 1990 | 1999 | 2008 | 2015 |
| -------------------------- | ---- | ---- | ---- | ---- | ---- | ---- | ---- | ---- |
| Einwohner                  | 189  | 176  | 175  | 170  | 191  | 167  | 203  | 181  |
| Quellen: Cassini und INSEE |      |      |      |      |      |      |      |      |

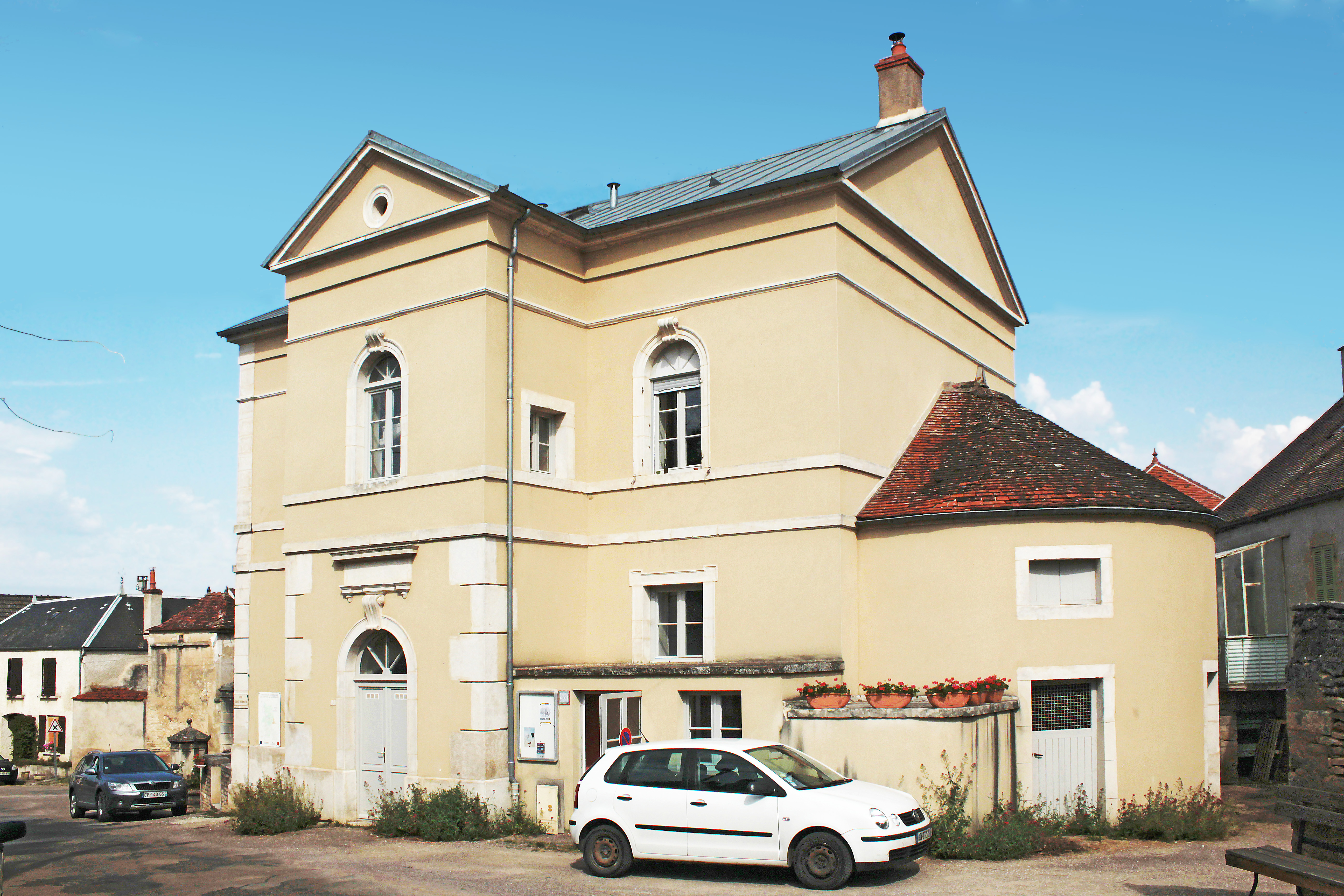
Mairie Viserny
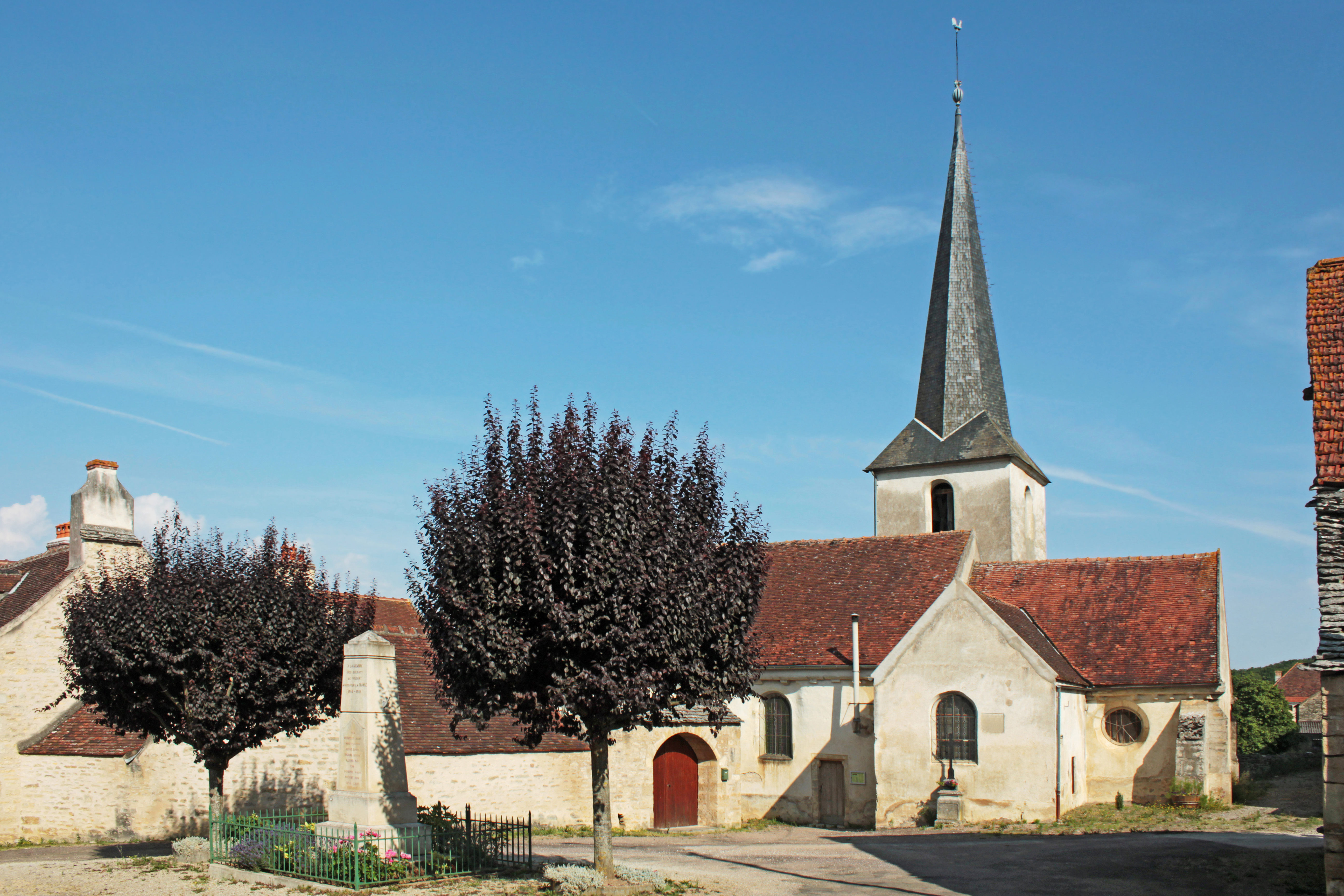
Kirche Saint-Hubert